# Бутан на летних Олимпийских играх 1988
Бутан принимал участие в Летних Олимпийских играх 1988 года в Сеуле (Корея) во второй раз за свою историю, но не завоевал ни одной медали. Бутан представляли трое мужчин: Пема Церинг (нем. Pema Tshering) (знаменосец), Джигме Церинг (нем. Jigme Tshering) (самый молодой в команде — 28 лет), Тинлей Дорджи (нем. Thinley Dorji) (самый старший в команде — 37 лет).